# Stazione di Vercelli
La stazione di Vercelli è la principale stazione ferroviaria dell'omonima città, posta sulla linea Torino-Milano; da essa si diramano le ferrovie Vercelli-Pavia e la Vercelli-Casale, inizialmente chiusa nel 2013 e ora in sospeso.

## Storia
L'impianto fu inaugurato il 20 ottobre 1856, con l'apertura della tratta tra Torino e Novara
Nelle adiacenze della fermata sorgeva, fra il 1884 e il 1933, un analogo impianto, capolinea della tranvia Vercelli-Biandrate-Fara e della tranvia Vercelli-Casale.
A partire dal 14 giugno 2013 fu sospeso il servizio sulla ferrovia Vercelli-Casale Monferrato, in corso di riattivazione dal 2021.
Dal 2014 furono effettuati i lavori di rialzo delle banchine con contestuale allungamento del sottopassaggio per servire il nuovo marciapiede dei binari 4-5 (in sostituzione del vecchio marciapiede posto ad isola tra il binario 3-4) e il parcheggio dalla parte opposta alla stazione.
Nel 2022 il servizio di biglietteria a sportello è stato trasferito in un'altra postazione.

## Strutture e impianti
L'impianto, gestito da RFI, dispone di sette binari passanti, di cui cinque dotati di marciapiedi coperti di pensiline per l'imbarco dei passeggeri, mentre gli ultimi sono di servizio per le motrici. Sul primo marciapiede sono presenti 2 binari tronchi, usati anch'essi per l'imbarco dei passeggeri, di cui uno in direzione Milano e l'altro in direzione Torino.

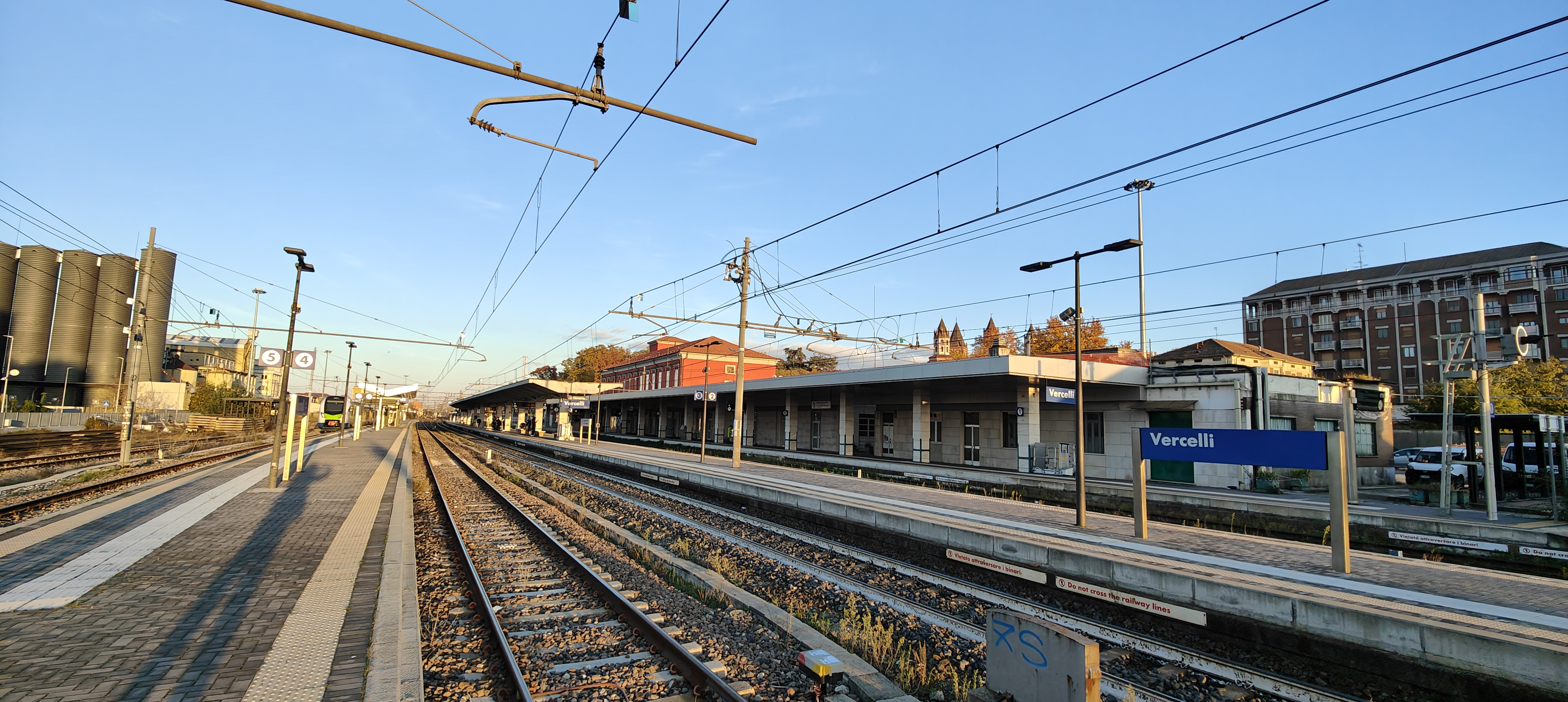
Panoramica piano del ferro

La maggior parte del traffico è svolto sui binari 2 e 3, di corretto tracciato della linea Torino-Milano, mentre il traffico della linea Vercelli-Pavia ha origine dal binario 5 o dal binario Tronco Milano.
Il fabbricato viaggiatori si compone di tre corpi: quello centrale si sviluppa su due livelli e presenta un ampio davanzale composto da cinque archi; i corpi laterali si diramano simmetricamente rispetto al fabbricato centrale, sono di dimensioni minori e si compongono di un solo livello.

## Movimento
La stazione è servita da treni regionali svolti da Trenitalia per conto della Regione Piemonte e da Trenord, nonché da collegamenti a lunga percorrenza operati anch'essi da Trenitalia e SNCF. I passeggeri che frequentano ogni anno la stazione al 2010 ammontavano a circa 3.500.000 unità, quelli giornalieri al 2007 erano di circa 2900 unità.

## Servizi
La stazione, che RFI classifica nella categoria "Gold", dispone di:
- Biglietteria a sportello
- Biglietteria automatica
- Sala d'attesa
- Servizi igienici
- Bar
- Posto di Polizia ferroviaria

## Interscambi
La stazione è servita da differenti linee urbane ed extraurbane di autobus gestite da ATAP
- Stazione taxi
- Fermata autobus

Nelle adiacenze della stazione sorgeva, fra il 1884 e il 1933, il capolinea delle tranvie per Fara Novarese e Casale Monferrato.